# Screaming for Vengeance
Screaming for Vengeance (с англ. — «Вопя о мести») — восьмой студийный альбом британской хеви-метал-группы Judas Priest, вышедший 17 июля 1982 года. Считается коммерческим прорывом группы, он стал дважды платиновым в США и платиновым в Канаде. Пластинка содержит хит «You’ve Got Another Thing Comin’», который стал одной из фирменных песен группы и многолетним фаворитом на радио.

## Об альбоме
Диск был записан на студии Ibiza Sound Studios, на Ивисе. Микшированием занимались флоридские студии Beejay Recording Studios и Bayshore Recording Studios. В мае 2001 года альбом был переиздан на CD.
Альбом достиг 11-го места в Великобритании и 17-го места в чарте Billboard Pop Albums. 29 октября 1982 года альбом получил статус «золотого» по сертификации RIAA, 18 апреля 1983 года стал «платиновым», а 16 октября 2001 года «дважды платиновым».

## Значение
В марте 2024 года американский онлайн-ресурс Loudwire опубликовал обновлённый рейтинг дискографии группы из 19 студийных альбомов и разместил этот диск в нём на первом месте.

## Список композиций
Все песни написаны Робом Хэлфордом, Кей Кей Даунингом и Гленном Типтоном, за исключением отмеченных.
| №   | Название                          | Автор(ы)         | Длительность |
| --- | --------------------------------- | ---------------- | ------------ |
| 1.  | «The Hellion» (Инстр.)            |                  | 0:41         |
| 2.  | «Electric Eye»                    |                  | 3:39         |
| 3.  | «Riding on the Wind»              |                  | 3:07         |
| 4.  | «Bloodstone»                      |                  | 3:51         |
| 5.  | «(Take These) Chains»             | Боб Халлиган мл. | 3:07         |
| 6.  | «Pain and Pleasure»               |                  | 4:17         |
| 7.  | «Screaming for Vengeance»         |                  | 4:43         |
| 8.  | «You’ve Got Another Thing Comin’» |                  | 5:09         |
| 9.  | «Fever»                           |                  | 5:20         |
| 10. | «Devil’s Child»                   |                  | 4:48         |

| №   | Название                | Длительность |
| --- | ----------------------- | ------------ |
| 11. | «Prisoner of Your Eyes» | 7:12         |
| 12. | «Devil’s Child» (Live)  | 5:02         |

## Участники записи
- Роб Хэлфорд — вокал
- Гленн Типтон — гитара
- Кей Кей Даунинг — гитара
- Иэн Хилл — бас-гитара
- Дэйв Холланд — ударные

## Кавер-версии
- Iced Earth записали кавер-версию заглавной песни «Screaming for Vengeance» на своём трибьют-альбоме Tribute to the Gods.
- Virgin Steele также сделали кавер на «Screaming for Vengeance». Его можно найти на трибьют-альбоме A Tribute to Judas Priest — Legends of Metal Vol. II.
- Stratovarius записали кавер-версию песни «Bloodstone», которая попала на сборник Intermission.
- Helloween записали попурри из песен «The Hellion/Electric Eye» на сингле «The Time of the Oath». Также этот кавер содержится в бокс-сете группы Treasure Chest.
- Saxon записали кавер-версию песни «You’ve Got Another Thing Comin’» для трибьют-альбома A Tribute to Judas Priest — Legends of Metal.
- Fozzy записали кавер-версию песни «Riding on the Wind» для своего дебютного альбома Fozzy.
- wumpscut: записали кавер-версию песни «Hellion» для своего дебютного альбома Defcon.
- Sepultura записали кавер-версию песни «Screaming for Vengeance» для альбома Dante XXI.

## Сертификации
| Регион                                                      | Сертификация  | Продажи    |
| ----------------------------------------------------------- | ------------- | ---------- |
| Канада (Music Canada)                                       | Платиновый    | 100 000^   |
| США (RIAA)                                                  | 2× Платиновый | 2 000 000^ |
| ^ Данные о тиражах приведены только на основе сертификации. |               |            |